# Estación Monte Grande
Monte Grande es una estación ferroviaria ubicada en la ciudad del mismo nombre, partido de Esteban Echeverría, Provincia de Buenos Aires, Argentina.

## Servicios
Es un centro de transferencia intermedio del servicio eléctrico metropolitano de la Línea General Roca que se presta entre las estaciones Constitución y Ezeiza.

## Ubicación e Infraestructura
Fue inaugurada el 20 de julio de 1889
Se ubica en el centro comercial de la ciudad, a 500 metros de la plaza principal y de la municipalidad de Esteban Echeverría.
Posee tres accesos, uno a través de la parte central del andén, con ingreso por la Av. L. N. Alem al sudoeste y la calle Máximo Paz al noroeste.
Los otros dos accesos, se encuentran en cada una de las cabeceras de los andenes. 
Posee tres andenes elevados para el servicio eléctrico; el descendente es central y dos andenes bajos que son la continuidad de los elevados que son usados para los servicios diésel diferenciales que unen Pza. Constitución con Cañuelas con paradas intermedias en la misma, Ezeiza y Tristán Suárez solamente. El tercer andén elevado únicamente se usa para algunos servicios cortos o cuando el servicio eléctrico hasta Ezeiza está interrumpido y los trenes provenientes de Plaza Constitución se ven obligados a terminar su recorrido aquí. 
Además, existe un túnel que une ambos lados de la estación. La construcción data de 1913, siendo una de las primeras de Monte Grande.

## Diagrama
| Plataforma Sur           | |
| Vía 1                    | Trenes a Ezeiza provenientes de Constitución (próxima El Jagüel) Trenes directos a Ezeiza provenientes de Constitución (próxima El Jagüel)       |
| Vía 2                    | Trenes a Constitución provenientes de Ezeiza (próxima Luis Guillón) Trenes directos a Constitución provenientes de Ezeiza (próxima Luis Guillón) |
| Plataforma central Norte | |
| Vía 3                    | Terminal de trenes fraccionados provenientes de Constitución Partida de trenes fraccionados hacia Constitución (próxima Luis Guillón)            |